# Saint-Philbert-en-Mauges
Saint-Philbert-en-Mauges ([sɛ filˈbɛʁ ɑ̃ ˈmoʒ] ) ist ein Ort und ehemalige französische Gemeinde mit 356 Einwohnern (Stand: 1. Januar 2022) im Département Maine-et-Loire in der Region Pays de la Loire. Sie gehörte zum Arrondissement Cholet. Die Einwohner werden Philbertains und Philbertaines genannt.
Der Erlass des Präfekten vom 24. September 2015 legte mit Wirkung zum 15. Dezember 2015 die Eingliederung von Saint-Philbert-en-Mauges als Commune déléguée zusammen mit den früheren Gemeinden Andrezé, Beaupréau, Gesté, Jallais, La Chapelle-du-Genêt, La Jubaudière, Le Pin-en-Mauges, La Poitevinière und Villedieu-la-Blouère zur Commune nouvelle Beaupréau-en-Mauges fest. Saint-Philbert-en-Mauges ist hierbei die kleinste der fusionierten Gemeinden.

## Geografie

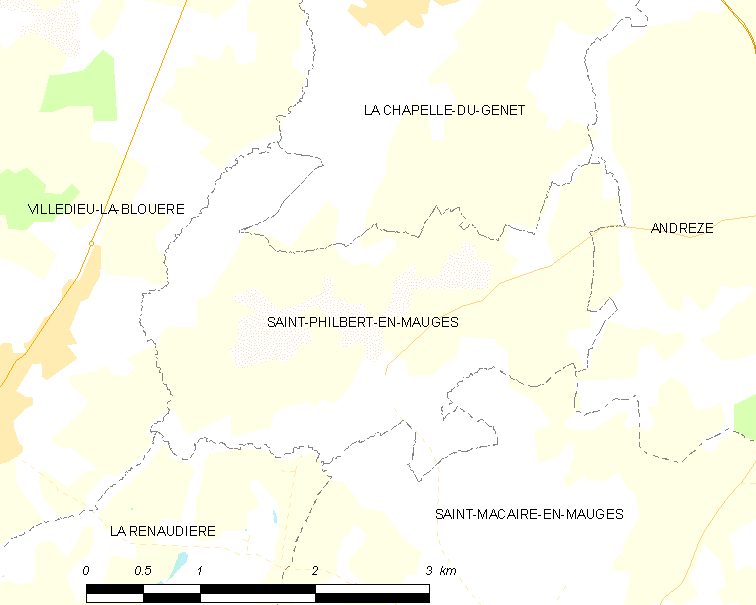
Karte von Saint-Philbert-en-Mauges

Saint-Philbert-en-Mauges liegt etwa 50 Kilometer südwestlich von Angers, etwa 15 Kilometer nordwestlich von Cholet und etwa 41 Kilometer ostsüdöstlich von Nantes in der Région naturelle der Mauges, Teil der historischen Provinz des Anjou.
Aus geologischer Sicht befindet sich das Ortsareal vollständig auf metamorphem Gestein aus dem unteren Silur.
Das Ortsgebiet liegt im Einzugsgebiet der Loire und wird entwässert von der Avresne, die es im Süden und Westen begrenzt, vom zeitweise trockenfallenden Flüsschen Aronsière, vom Ruisseau de la Vergne, vom Ruisseau de la Bondussière sowie von kleineren Fließgewässern. Es erstreckt sich auf einer Hochebene, die im Norden von der Loire begrenzt wird. Das Bodenrelief ist sanft gewellt mit Höhen bis über 100 m und wird durch die Flusstäler markant eingeschnitten. Das Ortszentrum liegt auf etwa 101 m. Die höchste Erhebung wird mit 114 m nördlich des Ortszentrums gemessen, der tiefste Punkt mit 54 m Höhe im Nordwesten beim Austritt der Avresne aus dem Ortsgebiet.
Umgeben wird Saint-Philbert-en-Mauges von einer Nachbargemeinde und drei Communes déléguées von Beaupréau-en-Mauges:
|                                            | La Chapelle-du-Genêt (Beaupréau-en-Mauges)  |                               |
| Villedieu-la-Blouère (Beaupréau-en-Mauges) | Kompassrose, die auf Nachbargemeinden zeigt | Andrezé (Beaupréau-en-Mauges) |
|                                            | Sèvremoine                                  |                               |

## Geschichte
Frühe Formen des Ortsnamens waren:
Sanctus Philibertus (1052–1082), Sanctus Philibertus de Maugia (1429), St-Philbert-de-Beaupréau (1709), St-Philbert-en-Mauges (1783), St-Philbert-de-Beaupréau au détroit des Mauges (1789).
In der gallorömischen Zeit führten zwei Römerstraßen durch das heutige Ortsgebiet nach Beaupréau, eine aus Richtung Mortagne-sur-Sèvre, die teilweise an der östlichen Grenze vorbeilief, die andere aus Richtung Tiffauges, die das Ortszentrum durchquerte.
Der Zeitpunkt der Gründung der Pfarrgemeinde ist unbekannt. Sie existierte zumindest im 11. Jahrhundert. Das Herrenhaus des Lehnsherren hieß La Cour-de-Saint-Philbert. Es war abhängig von zu La Roche Baraton (heute Weiler von Beaupréau) und gehörte 1539 Jean Chenu, Ecuyer und Seigneur von Landormière, 1635 René Chenu. Das Land ging 1700 durch Verkauf an Augustin d’Anthenaise, 1789 besaß es François-Pierre d’Anthenaise, der letzte Seigneur von Saint-Philbert.
Die Pfarrgemeinde gehörte in erster Linie zum Herzogtum von Beaupréau, zur Sénéchaussée, der Élection und Einzug der Aides von Angers sowie zum Einzugsgebiet der Gabelle von Cholet.
Die Pfarrgemeinde war mittendrin im Gebiet des Aufstands der Vendée, dem Kampf der royalistisch-katholisch gesinnten Landbevölkerung gegen Repräsentanten und Truppen der Ersten Französischen Republik. Mehrere junge Männer und Kinder wurden niedergemetzelt oder fielesn in den Kämpfen.

## Bevölkerungsentwicklung
| Saint-Philbert-en-Mauges: Einwohnerzahlen von 1800 bis 2020                                                                | Saint-Philbert-en-Mauges: Einwohnerzahlen von 1800 bis 2020 | Saint-Philbert-en-Mauges: Einwohnerzahlen von 1800 bis 2020 | Saint-Philbert-en-Mauges: Einwohnerzahlen von 1800 bis 2020 | Saint-Philbert-en-Mauges: Einwohnerzahlen von 1800 bis 2020 |
| --- | ----------------------------------------------------------- | ----------------------------------------------------------- | ----------------------------------------------------------- | ----------------------------------------------------------- |
| Jahr |                                                             |                                                             |                                                             | Einwohner                                                   |
| 1800 | 1800                                                        |                                                             | 245                                                         | 245                                                         |
| 1806 | 1806                                                        |                                                             | 304                                                         | 304                                                         |
| 1821 | 1821                                                        |                                                             | 332                                                         | 332                                                         |
| 1831 | 1831                                                        |                                                             | 353                                                         | 353                                                         |
| 1836 | 1836                                                        |                                                             | 338                                                         | 338                                                         |
| 1841 | 1841                                                        |                                                             | 349                                                         | 349                                                         |
| 1846 | 1846                                                        |                                                             | 349                                                         | 349                                                         |
| 1851 | 1851                                                        |                                                             | 398                                                         | 398                                                         |
| 1856 | 1856                                                        |                                                             | 404                                                         | 404                                                         |
| 1861 | 1861                                                        |                                                             | 389                                                         | 389                                                         |
| 1866 | 1866                                                        |                                                             | 399                                                         | 399                                                         |
| 1872 | 1872                                                        |                                                             | 375                                                         | 375                                                         |
| 1876 | 1876                                                        |                                                             | 383                                                         | 383                                                         |
| 1881 | 1881                                                        |                                                             | 354                                                         | 354                                                         |
| 1886 | 1886                                                        |                                                             | 371                                                         | 371                                                         |
| 1891 | 1891                                                        |                                                             | 379                                                         | 379                                                         |
| 1896 | 1896                                                        |                                                             | 382                                                         | 382                                                         |
| 1901 | 1901                                                        |                                                             | 393                                                         | 393                                                         |
| 1906 | 1906                                                        |                                                             | 406                                                         | 406                                                         |
| 1911 | 1911                                                        |                                                             | 389                                                         | 389                                                         |
| 1921 | 1921                                                        |                                                             | 341                                                         | 341                                                         |
| 1926 | 1926                                                        |                                                             | 301                                                         | 301                                                         |
| 1931 | 1931                                                        |                                                             | 304                                                         | 304                                                         |
| 1936 | 1936                                                        |                                                             | 301                                                         | 301                                                         |
| 1946 | 1946                                                        |                                                             | 283                                                         | 283                                                         |
| 1954 | 1954                                                        |                                                             | 313                                                         | 313                                                         |
| 1962 | 1962                                                        |                                                             | 319                                                         | 319                                                         |
| 1968 | 1968                                                        |                                                             | 314                                                         | 314                                                         |
| 1975 | 1975                                                        |                                                             | 293                                                         | 293                                                         |
| 1982 | 1982                                                        |                                                             | 298                                                         | 298                                                         |
| 1990 | 1990                                                        |                                                             | 307                                                         | 307                                                         |
| 1999 | 1999                                                        |                                                             | 325                                                         | 325                                                         |
| 2006 | 2006                                                        |                                                             | 355                                                         | 355                                                         |
| 2013 | 2013                                                        |                                                             | 383                                                         | 383                                                         |
| 2020 | 2020                                                        |                                                             | 394                                                         | 394                                                         |
| Quelle(n): EHESS/Cassini bis 1999, INSEE ab 2006 Anmerkung(en): Ab 1962 offizielle Zahlen ohne Einwohner mit Zweitwohnsitz |                                                             |                                                             |                                                             |                                                             |

## Sehenswürdigkeiten
- Pfarrkirche Saint-Philbert mit Ursprüngen aus dem 12. oder 13. Jahrhundert